# Mack Granite
Le Mack Granite est une série de camions lourds construits par Mack Trucks. Il a un long capot surbaissé et une cabine haute visibilité. Conçu comme un camion droit pour la construction locale, l'élimination des déchets et d'autres travaux professionnels, il est également disponible en semi-tracteur. Introduit en 2001, il reste en production en 2020.

## Moteurs
Le Granite est disponible avec deux moteurs diesel Mack, un diesel Cummins et un moteur au gaz naturel Cummins Westport. Entre 2003 et 2005, un diesel Mack de génération précédente a été utilisé.

## Galerie

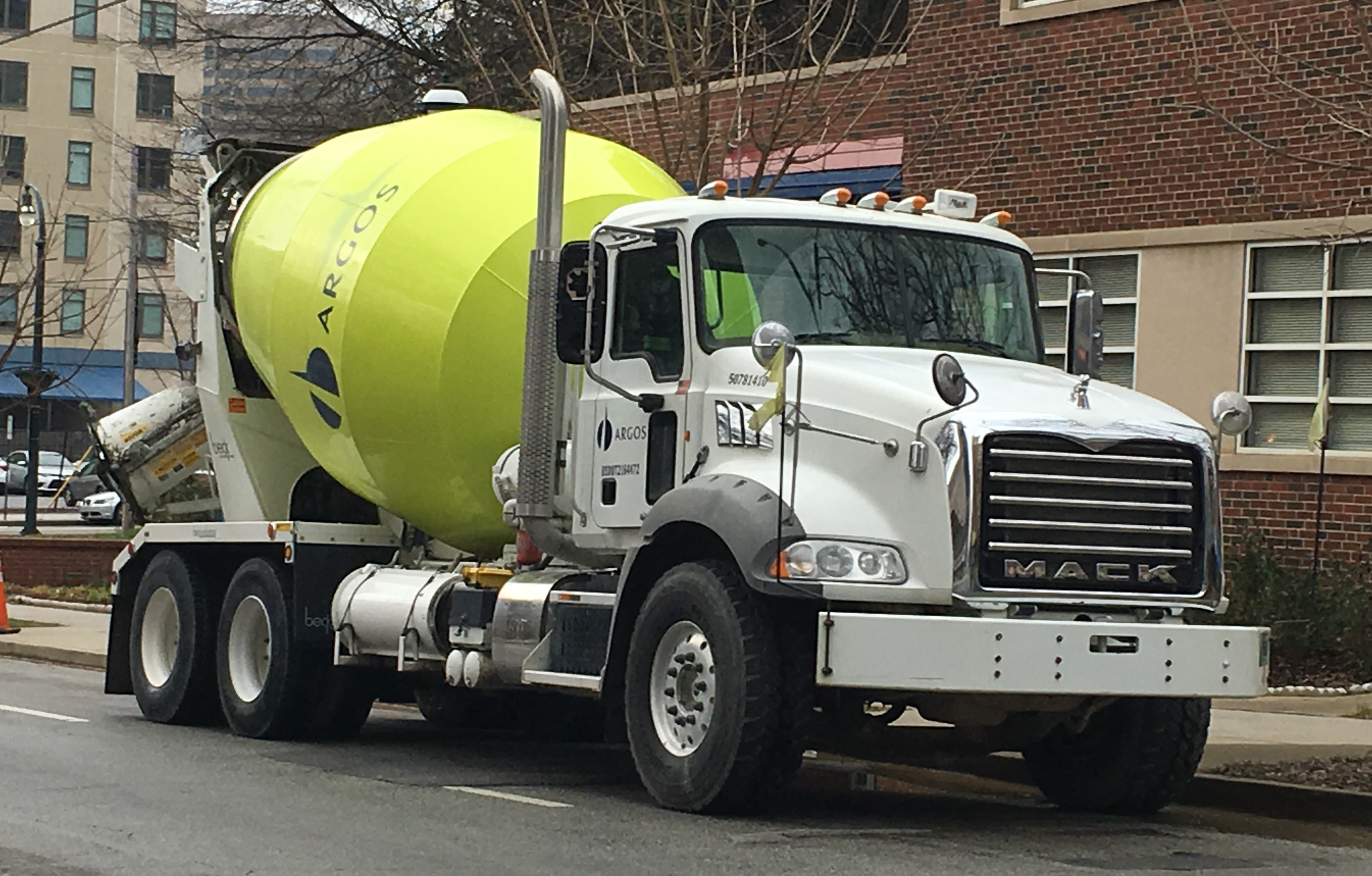
Bétonnière
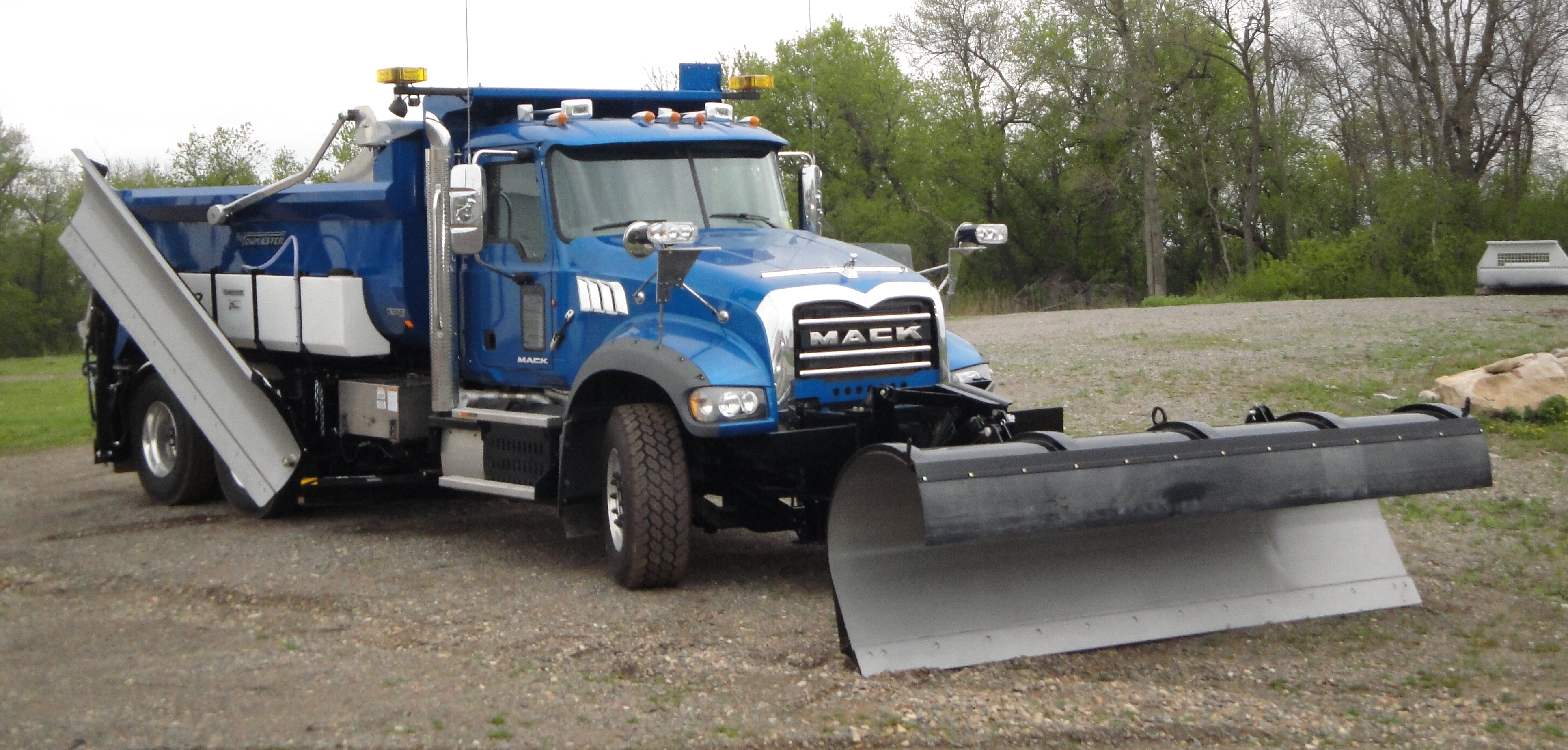
Chasse-neige